# Чандела

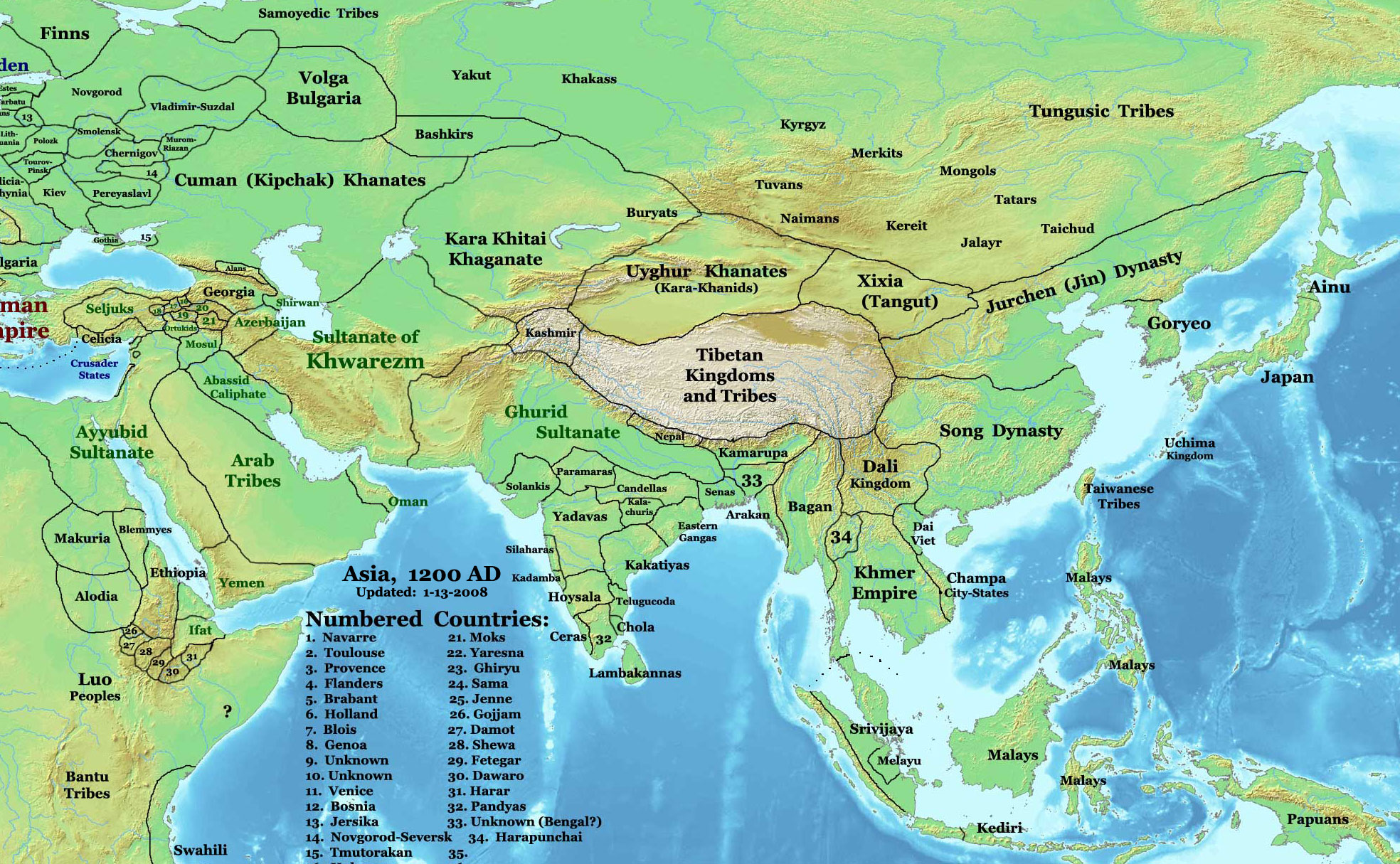
Територія Чандела

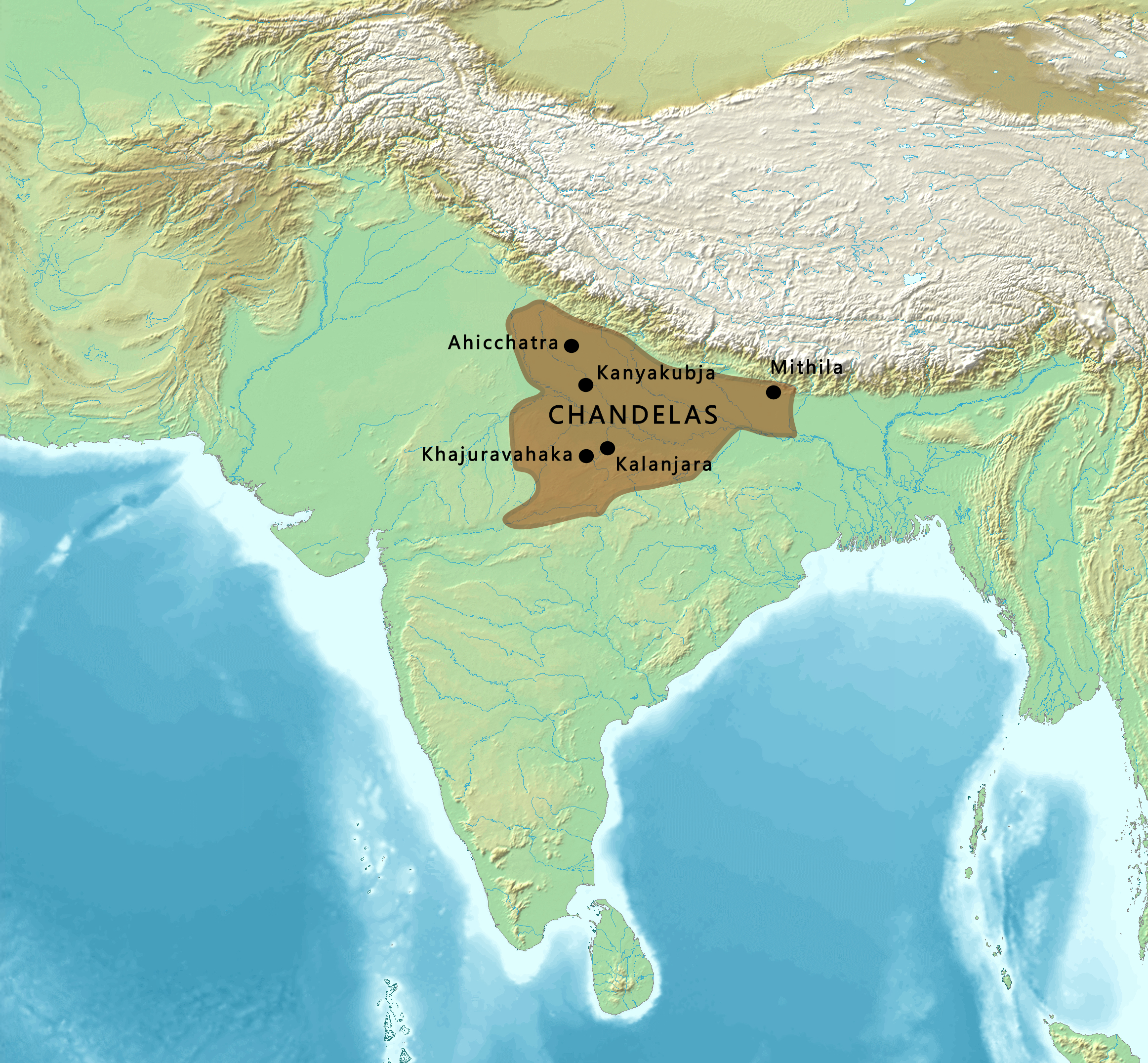
1025 рік

Чандела (चन्देल) — впливовий раджпутський клан, представники якого правили Джеджа-Бхукті (Бунделкханд). Відомі як борці проти мусульманських загарбників, покровителів мистецтва.

## Історія
Рання історія клану Чандела мало відома. У середньовіччі вважалося, що вони ведуть своє походження від Місяця. Більш правдоподібною є версія, що вони були групою алхон-гунів, яка на початку VII ст. після кризи гунської держави в Гандхарі і Кашмірі виокремилася, а потім визнала зверхність династії Пуш'ябхуті.
Першою історичною особистістю був Наннука, що жив у першій чверті IX ст. Одним з перших центрів клану був Кхаджурахо (надалі — церемоніальна столиця). Перші раджі були васалами династії Гуджара-Пратіхарів. Після поразки у 915 році Махіпали I від військ Індри III з Раштракутів, клан Чандела став фактично незалежним. Остаточно стали незалежними володарями у 954 році.
Першим значним раджою династії був Дханга (приб. 954—1002), який керував значною частиною північної Індії, включно сучасні Аллахабад, Каланджар (став столицею) та Гваліором. В цей час починається будівництво храмів у Кхаджурахо.
Онук Дханги — Від'ядхара — вважається один з наймогутніших правителів північної Індії. Завдав поразки Пратахіру — Трілочанпалу. Після цього стикнувся з нападами Махмуда Газневі, який завдав низку поразок індусам. Втім Чандела зуміли втримати владу у центральній частині долини Гангу.
Спадкоємці Від'ядхари були слабкими володарями, міць клану була послаблена внаслідок боротьби з раджпутами з клану Калачура на чолі з Лакшмікарною. Влада Чандела була відновлена у часи Кірті-вармана.
Останнім сильним представником клану був Мадана-варман (1129—1163). Під його владою знаходилися міста Каланджар, Кхаджурахо, Айджайгарх, Махоба. Він перемогав Парамара, Калачура, Соланка. Онук Мадана-вармана, Парамарді (1167—1202) був розбитий Прітхвіраджем III Чауханом.
У 1193 році розпочалися нові війни з мусульманами з династії Гурідів. У 1202 році Кутб ад-Дін Айбек розбив Парамарді, захопивши Каланджар. Син Парамарді, Трайлок'я-варман (1205—1241) відвоював у мусульман Каланджар.
Раджи з клану Чандела незалежно правили в окремих частинах Бунделкханда до XVI ст. За часів Великих Моголів були вірними васалами падишахів.

## Управління
На чолі стояв правитель, що спочатку мав титули нрпаті (володар людей) та магапаті (володар землі), з набуттям незалежності — магараджа, а посиленням держави — магараджахіраджа (цар царів) й навіть самраат (імператор). Спирався на сановників — першого міністра (пратіхара, надалі звався магапратіхара), радника (мантрі), цензор (адхімата-сачіва), сенапаті (головнокомандувач), очільник кінноти та слонів (гаст'яванета), голова залоги столиці (пурабаладх'якша), спеціальнний посланець правителя (каястха).

## Мистецтво

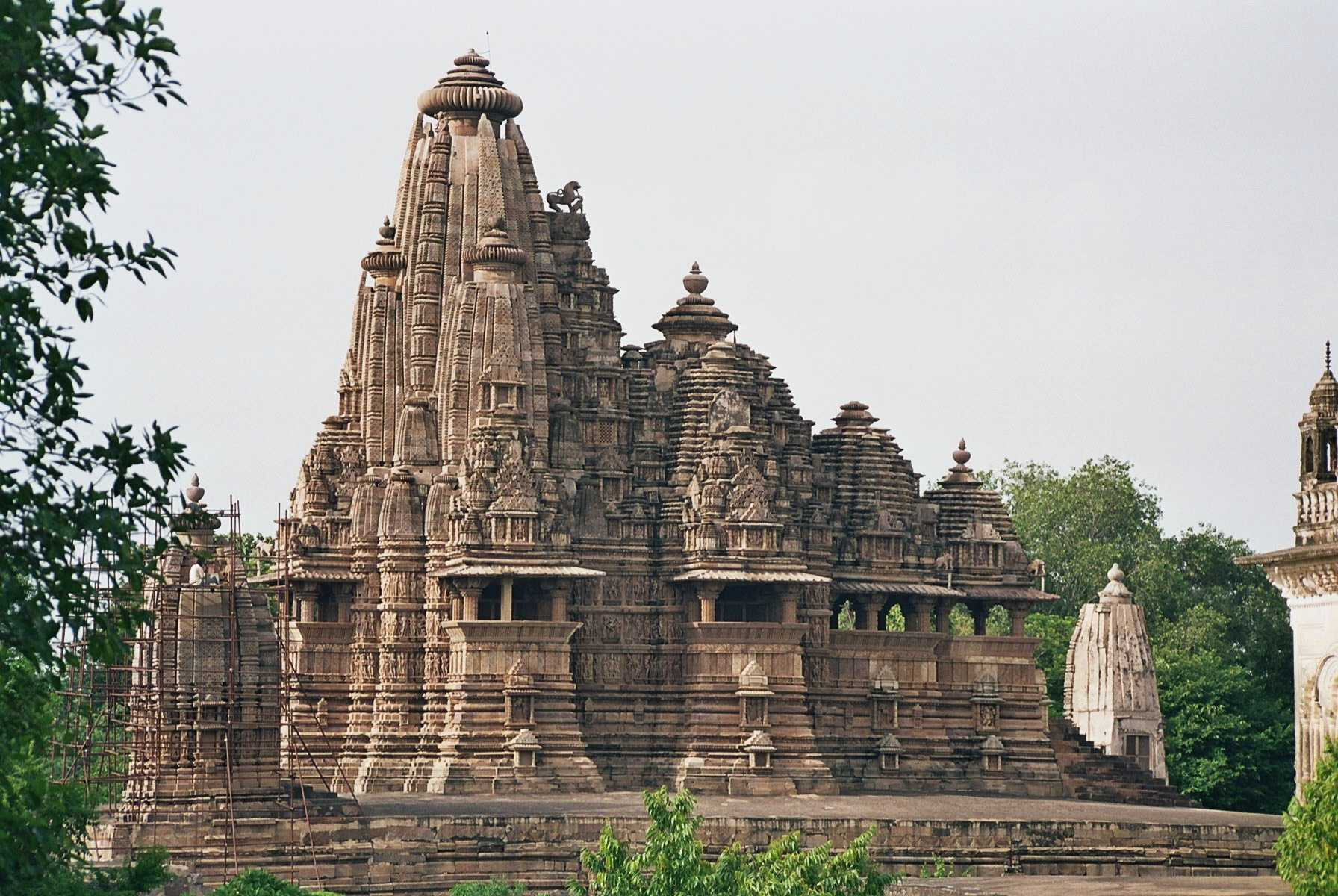
Храми Кхаджурахо — церемоніальної столиці Чандела

Період Чандела відомий зведенням численних храмів. Воно не припинялося навіть під час мусульманських походів. найзначущими є храми Кхаджурахо — Вішнаванатх, Кандар'я-Махадева.